# NGC 7022
NGC 7022 هي مجرة محدبة تبعد حوالي 95 مليون سنة ضوئية من الأرض تقه في كوكبة الهندي (كوكبة). سرعتة المحسوبة هي 2308 كم / ثانية. يبلغ قطره حوالي 57350 سنة ضوئية. تم اكتشاف المجرة من قبل الفلكي جون هيرشل في 2 أكتوبر 1834.

## الخصائص
NGC 7020 يبدو أنه يكون موجودا في الثلاثي الهندي (كوكبة) من المجرات التي تحتوي أيضا على المجرات NGC 7049، NGC7041، و NGC 7029.

## وصلات خارجية
- NGC 7022 على موقع ويكي سكاي: DSS2, SDSS, GALEX, IRAS, Hydrogen α, X-Ray, Astrophoto, Sky Map, Articles and images